# Незаможний
Незамо́жний — пасажирський залізничний зупинний пункт Лиманської дирекції Донецької залізниці.
Розташований поблизу селища Нагірне, Бахмутський район, Донецької області на лінії Родакове — Сіверськ між станціями Ниркове (4 км) та Сіверськ (22 км).
Не зважаючи на війну на Луганщині, транспортне сполучення не припинене, щодоби дві пари приміських поїздів здійснюють перевезення за маршрутом Сіверськ — Попасна, проте Донецька залізниця час проходження вказує лише по станціях. На платформах є зупинки, але час не зафіксовано.